# Enigma (松本孝弘のアルバム)
『enigma』（エニグマ）は、日本の音楽ユニットB'zのギタリストである松本孝弘の11作目のオリジナル・アルバム。

## 概要
前作『New Horizon』から約2年ぶりのオリジナルアルバム。前作とは違いロック色の強いアルバムになっている。購入応募特典として2016年5月2日にMt.RAINIER HALL SHIBUYA PLEASURE PLEASURE（マウントレーニアホール渋谷）にて開催されるTak Matsumoto “Special Live” に抽選で300名が招待される応募抽選カードが封入されている。(2016年4月11日締切)
2015年初夏、B'zのツアーの合間にレコーディングは開始された。松本が楽曲制作する際は、B'zのときもソロ活動のときもあまりテーマやコンセプトは決めず、できた曲から順々に録っていくというやり方であるが、今回はいつもとは違い少しテーマを決めて創ろうという気持ちがあったとのこと。その制作の中で松本は「長い間ミュージシャンとしてキャリアを積んできて、本当に自分自身が成長しているのか、それなりの楽曲や演奏ができるのだろうかと」という思いが根底にあり、「音楽を通じて、今まで生きてきたキャリアなどを音で表現できたらいいな」と思ったという。そして楽曲を数十曲制作した後、結局一番最初に創った曲「enigma」がその核だった、と振り返っている。
アルバムタイトルを『enigma』に決めた理由について松本は、楽曲「enigma」のボーカルセクションに出てくるワードが今回のアルバム制作の中でずっと探し続けてきたテーマ的な部分だからタイトルはこれしかない、と思ったとのこと。言葉そのものの意味については、「日本語に直訳するとロマンチックじゃなくなるから」ということで、説明は省略している。
収録曲のほとんどはインストゥルメンタルであるが、いくつかの楽曲にはアメリカの歌手マーク・レンクによるボーカルパートがある楽曲がある。松本は最初はボーカルを入れるつもりはなかったものの、本作の制作を進めていく上で思うところを言葉を書き留めていたため、それを使用することになった。作詞にあたっては、本作のプログラミングなどを担当した村山晋一郎が英語も堪能ということで、補作詞という形で参加してもらった。また村山はデモバージョンでのボーカルも担当しており、松本によると「男性とも女性ともつかないような透明感のある綺麗な声で良かった」とのことだが、最終的に正反対のイメージの声であるマークの声が採用された。

## リリース形態
通常盤
CDのみの形態。
初回限定盤(CD＋DVD・CD＋Blu-ray)
「CD＋DVD」および「CD＋Blu-ray」の形態。付属の映像ソフトには、2014年に開催されたツアー『Tak Matsumoto LIVE 2014 -New Horizon-』からブルーノート東京での最終公演を収録。

## 収録曲
1. enigma(5:51)
  - アルバムタイトル曲。アルバム制作で最初にレコーディングされた曲。松本はこの楽曲をアルバムのメインテーマであり、自分がアルバム制作中に掲げていたテーマの核であると語っている[2][5]。
2. Vermillion Palace(4:26)
  - TBS系『世界遺産』オープニングテーマであり、この番組の為に書き下ろされた楽曲[6][7]。
  - 変拍子の曲であるがフレーズを作ったらたまたま変拍子になったという[5]。
  - タイトルにも入っている「Vermillion」とは朱色のことであり、世界遺産の曲ではあるが日本独特の色としてあえてつけたという[5]。ちなみに自身の所属事務所および、プライベートレーベルにも「Vermillion」を付けている。
3. Step to Heaven(4:30)
  - フライングVのみでレコーディングされた曲[8]。
4. Ups and Downs(3:47)
  - ザ・ミュージアム『ボストン美術館所蔵 俺たちの国芳 わたしの国貞』イメージソング[7]。
5. Rock The Rock(4:40)
  - グレッグ・ベイルのサキソフォンソロがあるが、前作の『New Horizon』製作時から彼のソロを絶賛しており、今作でも彼のソロを入れる尺を空けておいたという[5]。
6. Drifting(4:44)
  - モノローグのような歌詞があり、歌詞については松本が「僕は本当にまともな大人になってるのか」と考えていたことがテーマになっている[5]。
  - 楽曲のエンディングは波の音のSEになっており、そのまま次曲「The Voyage」へ繋がる構成となっている[5]。
7. The Voyage(5:06)
  - ツアータイトル曲。読み方は英語読みの「ヴォエッジ」。本来の意味である「航海」ではなく、『いいことも悪いことも、自分の生きていく過程の中ではそれは必要だったんだろうなあ』という人生を振り返る意味があると語っている[5]。
8. Hopes(4:24)
  - マークのボーカルパートがある曲。「いいことがたくさんあるといいな」みたいなイメージで制作された[5]。
9. Under The Sun(4:46)
  - マークのボーカルパートがある曲。アレンジの過程で結果的にボーカルパートが入った他の曲とは異なり、この曲には「ボーカルを入れよう」と最初から思って制作された[5]。
10. Dream Drive(5:34)
  - 本作で2曲目に完成した曲。最初に完成した「enigma」と全く曲風が違うものになったため、「自分でも何処に行きたいのかよくわからなくなった」と振り返っている[4]。
  - リズムが入ってくる前のパートは、後から付け足された[4]。
  - 『Tak Matsumoto Tour 2016 -The Voyage-』ではオープニングナンバーを飾った。
11. The Rock Show(4:05)
  - 「Step to Heaven」同様フライングＶのみでレコーディングされた曲である[8]。
12. Roppongi Noise(4:13)
  - 『TAKE YOUR PICK』の「Tokyo Night」の続きのみたいな感じとのこと。雑踏のSEは、実際の六本木の雑踏の音を録音して使用している[4]。
13. Mystic Journey(5:16)
  - TBS系『世界遺産』エンディングテーマであり、番組の為に書き下ろされた楽曲[6][7]。
14. enigma 〜epilogue〜(2:13)
  - 1曲目の「enigma」のバージョン違い。ウッドベースが入るなど、原曲とは異なるムードになっている[4]。
  - 松本によると、アルバムを創っていく上で見えてくるものがあったため、作品の締めとして再び「enigma」を使用することで作品の繋がりが明確になるんじゃないかと思い、この曲を最後にしたとのこと[4]。
15. #1090 〜Million Dreams〜(5:17)
  - テレビ朝日系『ミュージックステーション』4代目テーマソング。放送30周年という節目にあたり、番組が松本に「#1090 〜Thousand Dreams〜」の新バージョンの制作をオファー。松本はこの依頼を快諾し、再レコーディングをし、ボーナス・トラックとして再録[9]。
  - 原曲のトラックを用いつつ新たに録り直されており、松本は「過去の自分との競演」であると語っている。原曲の打ち込みに加えて生のベース・ドラムも加わっている。
  - 楽曲は「#1090 〜Thousand Dreams〜」と「#1090 [千夢一夜]」のメドレー形式の構成となっている。

## 「初回限定盤」付属の映像ソフト
2014年に開催されたツアー『Tak Matsumoto LIVE 2014 -New Horizon-』からブルーノート東京最終公演を収録。
Tak Matsumoto LIVE 2014 -New Horizon- at BLUE NOTE TOKYO
1. New Horizon
2. Take 5
3. BLUE
4. 華
5. Tokyo Night
6. Shattered Glass
7.  学生街の喫茶店
8. Island of peace
9. That's Cool
10. 月のあかり
11. Reason to be...
12. GO FURTHER
13. #1090
14. The Moment
15. Rodeo Blues

## タイアップ
- TBS系『世界遺産』オープニングテーマ(#2)
- 『ボストン美術館所蔵 俺たちの国芳 わたしの国貞』イメージソング(#4)
- TBS系『世界遺産』エンディングテーマ(#13)
- テレビ朝日系『ミュージックステーション』テーマソング(#15)

## 参加ミュージシャン
- 松本孝弘：ギター、作詞(#1.6.8.9.14)、全曲作曲・編曲
- 寺地秀行：全曲編曲、ストリングス＆ホーンアレンジ、プログラミング
- 村山晋一郎：作詞(#1.6.8.9.14)、編曲(#6)、プログラミング
- ブライアン・ティッシー：ドラム(#1.5.10.11)
- ジェイソン・サター：ドラム(#2-4.6-9.12)
- シェーン・ガラース：ドラム(#13.15)
- ショーン・ハーリー：ベース(#1.4.5.7-12)、ウッドベース(#14)
- ジョン・アルデレーテ：ベース(#2.3)
- バリー・スパークス：ベース(#13)
- トラヴィス・カールトン：ベース(#15)
- ジェフ・バブコ：オルガン(#3.8.10)、ローズ(#12)
- 小野塚晃（from DIMENSION）：ローズ(#7)、ピアノ(#9.13)
- グレッグ・ベイル：テナーサックス(#5.10.12)
- 渡辺ファイヤー：サックス(#5.10)
- 佐久間薫：トランペット(#5.10)
- 上石統：トランペット(#5.10)
- 東條あづさ：トロンボーン(#5.10)
- ジミー・サラサ：ハープ(#10)
- 石川寛子 with Lime Ladies Orchestra：ストリングス(#2.6.7.13)
- マーク・レンク：ボイス(#1.6.8.9.14)
- JOEY McCOY：ラップ（#15)
- グレタ・カレン：コーラス(#15)

## 特典DVDバンドメンバー
- 松本孝弘：ギター
- 小野塚晃：キーボード
- トラヴィス・カールトン：ベース
- 大賀好修：ギター
- ジョン・フェラーロ：ドラム